# Ramesses VII
Usermaatre Setepenre Meryamun Ramesses, tên riêng là Ramesses-Itamun, thường được gọi ngắn gọn là Ramesses VII, là pharaon thứ tám thuộc Vương triều thứ 20 trong thời kỳ Ai Cập cổ đại.
Ramesses VII là con trai của pharaon Ramesses VI tiền nhiệm và là cháu nội của Ramesses III. Ramesses VII qua đời mà không có hậu duệ nên người chú là vương tử Akhenamun lên ngôi kế vị, tức pharaon Ramesses VIII.

## Trị vì
Năm trị vì thứ 7 của Ramesses VII được đánh dấu trên cuộn giấy cói Turin 1907+1908 (có ghi rõ ngày 26 tháng III mùa Shemu) và trên một mảnh ostracon Strasbourg. Điều này cho thấy Ramesses VII cho thấy ông trị vì ít nhất trong 7 năm.
Một bản giấy cói cũng ở bảo tàng Turin mà Pleyte và Rossi đã sao chép lại ghi về việc đặt làm một số đồ đồng có niên đại vào ngày 25 của tháng IV mùa Shemu năm trị vì thứ 8 của một vị vua không rõ, và hai quản đốc chịu trách nhiệm xây lăng mộ vương thất có tên Nekhemmut và Hormose. Hormose cho đến nay chỉ được chứng thực chắc chắn dưới triều pharaon Ramesses IX, trong khi người cha và cũng là tiền nhiệm của Hormose là Ankherkhau đã giữ chức vụ từ thập niên thứ hai triều Ramesses III cho đến năm thứ tư của Ramesses VII. Từ các dẫn chứng này, rõ ràng năm thứ 8 ở đây thuộc triều đại của Ramesses VII hoặc Ramesses IX (loại trừ triều đại ngắn ngủi chưa trọn một năm của Ramesses VIII). Trên cuộc giấy cói năm thứ 8 cũng có nhắc đến tên của một vị vua ở đầu văn bản, đọc là Usermaatre Setepenre kèm theo các nét viết thảo không rõ ràng ở cuối. Đây là tên ngai đầy đủ của Ramesses II, và cùng là một phần tên ngai của Ramesses VII. Các thư lại vào giai đoạn cuối của Vương triều thứ 20 thường viết cẩu thả tên các vua, chỉ ghi đủ tối thiểu để nhận diện được đó là vua nào. Một trường hợp viết thiếu tương tự là văn bản đề cập tên Ramesses VII trên mảnh ostracon Strasbourg. Người thư lại đương thời rõ ràng không lo lắng sự nhầm lẫn với Ramesses II, người đã qua đời hơn 80 năm trước đó. Nếu giả thuyết này được chấp nhận, triều đại của Ramesses VII sẽ kéo dài thêm một năm nữa thành 8 năm.
Thời gian trị vì của Ramesses VII chưa thống nhất giữa các nhà Ai Cập học. Theo Krauss ước tính, Ramesses VII ở ngôi trong khoảng năm 1138–1131 TCN. Còn Clayton thì cho rằng, Ramesses VII cai trị trong khoảng năm 1133–1126 TCN trong tình trạng đất nước chịu nhiều bất ổn. Bên cạnh đó, nhiều học giả còn đưa ra các mốc thời gian triều đại của Ramesses VII là 1136–1129 TCN (theo Bierbrier) hoặc 1144–1137 TCN (theo Schneider). J. van Dijk, người cũng chấp nhận triều đại trong năm 1136–1129 TCN, ghi nhận rằng giá ngũ cốc đã tăng vọt lên mức cao nhất dưới triều Ramesses VII, sau đó dần ổn định trở lại.

## Chứng thực
Một tấm bia đá vôi mô tả việc sùng bái một bức tượng của Ramesses VII được lưu giữ tại Bảo tàng Quốc gia Victoria (Melbourne, số hiệu D155-1982). Một bức tượng đá (cao khoảng 40 cm) được tìm thấy tại Karnak khắc họa Ramesses VII đang ôm một bức tượng nhỏ hơn của thần Amun, hiện được lưu giữ tại Bảo tàng Cairo.

## Vương thất
Ramesses VII là con trai của pharaon Ramesses VI dựa vào bằng chứng một trụ cổng bằng sa thạch đã vỡ trong khu mộ Deir el-Medina. Trên đó có khắc hai cột chữ với nội dung sau: “...vị thiện thần, lãnh chúa cai quản hai vùng đất, Usermaatre-meryamun-setepenre, con trai của Ra, chúa tể hiển linh, Ramesses (VII), (It)-Amūn, thần thánh, người cai trị Heliopolis. Ta đã dựng đài tưởng niệm này cho cha mình, cầu mong cho vị thiện thần này sống mãi, chúa tể của hai vùng đất, Nebmaatre-meryamun, con trai của Ra...” Thoạt nhìn thì trụ cửa này dường như chỉ cho biết Ramesses VII là người kế vị Ramesses VI. Tuy nhiên, đây là một trong rất ít trường hợp vào cuối triều đại các vua Ramesses mà một vị vua lại dựng đài tưởng niệm cho vị vua khác, trái ngược hoàn toàn với thói quen chiếm đoạt công trình của người tiền nhiệm. Vì vậy, có thể thấy việc tưởng niệm này mang tầm quan trọng nhất định, nên Ramesses VII thực sự là con trai của Ramesses VI, theo Kitchen (1972).
Ramesses VI có một chính thất vương hậu là Nubkhesbed. Dù không tìm thấy nguồn nào gọi bà với danh hiệu thái hậu, Ramesses VII vẫn được xem là con trai của bà. Ramesses VII có thể có một con trai cũng tên Ramesses, dựa vào một mảnh ostracon (hiện lưu giữ tại Louvre) ghi lại việc xây dựng một ngôi mộ dành cho vương tử này.

## Lăng mộ

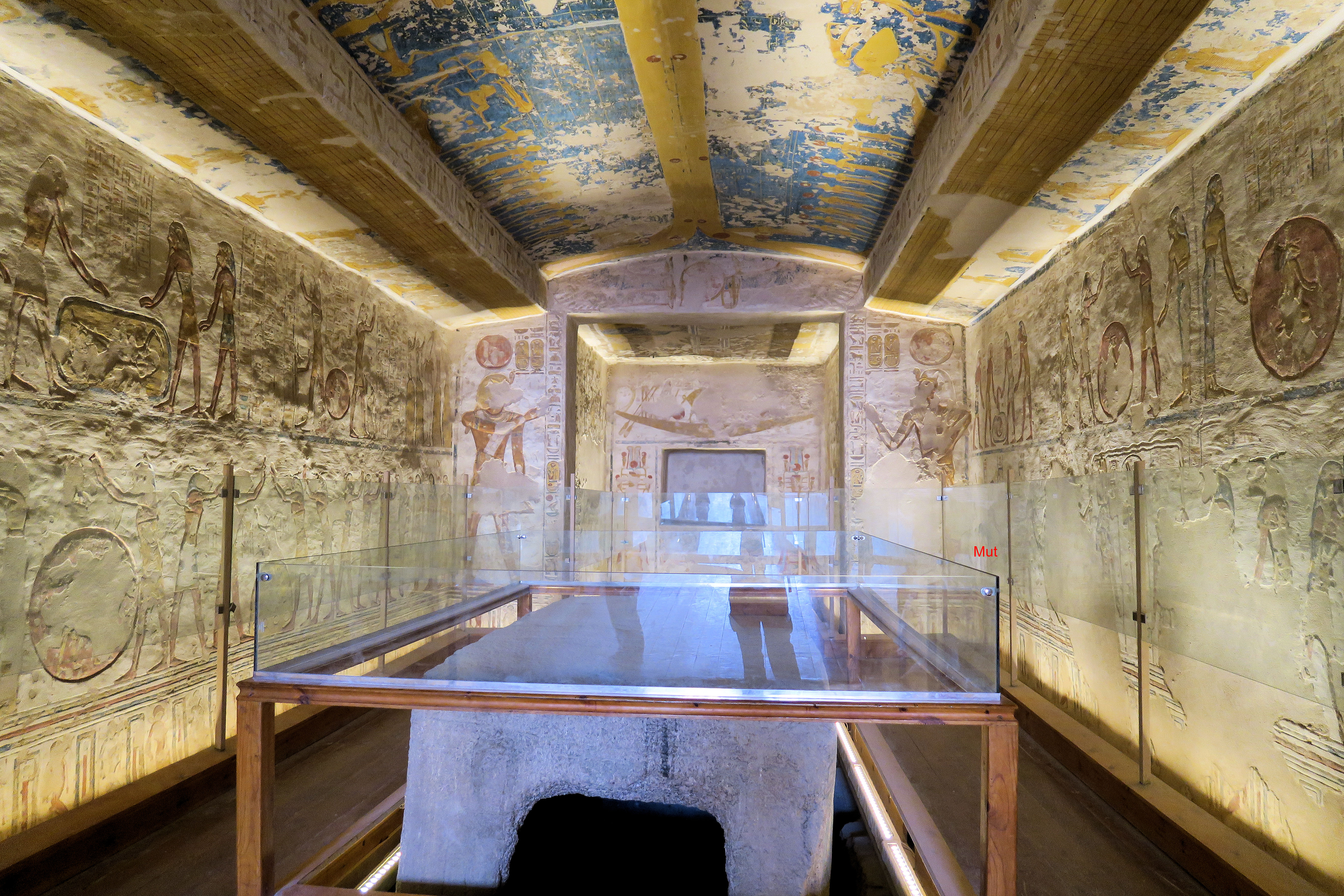
Quách đá trong phòng chôn cất của KV1

KV1 là lăng mộ của Ramesses VII, tuy nhiên thi hài của ông không được tìm thấy trong phòng chôn cất. Quách bằng đá hoa cương, được đặt trong một hố khoét trên nền phòng chôn cất. Quách này vẫn còn giữ nguyên vị trí đến ngày nay, có một lỗ đục ở chân quách để đưa thi hài vào trong. Những hiện vật tùy táng còn sót lại bao gồm một vài tượng shabti (làm từ gỗ, đá calcit và gốm faience) của nhà vua được tìm thấy trong hố chôn cất, cùng với các mảnh vỡ của bình amphora gốm thời kỳ Vương triều thứ 20. Ngoài ra, còn có các mảnh gỗ và dải vải chưa xác định niên đại, ít nhất các mảnh gỗ có vẻ là phần còn lại của quan tài gỗ, có thể đã bị những kẻ trộm mộ đập vỡ ngay tại đây.
Mặc dù không tìm thấy thi hài, có 4 chiếc cốc gốm faience khắc tên Ramesses VII được tìm thấy trong hầm mộ DB320, nơi chôn cất tập thể nhiều vua chúa, hậu phi từ Vương triều thứ 17 đến 21, trong đó có Ramesses III. Có thể thấy, đây là nơi cải táng của Ramesses VII, và nếu đúng là như vậy, thì thi hài của Ramesses VII vẫn chưa được xác định trong số các xác ướp chưa rõ danh tính còn lại.